# Rhinolophus adami
Rhinolophus adami (Aellen & Brosset, 1968) è un Pipistrello della famiglia dei Rinolofidi endemico del Congo.

## Descrizione

### Dimensioni
Pipistrello di medie dimensioni, con la lunghezza dell'avambraccio tra 46 e 50 mm, la lunghezza della coda tra 27 e 28 mm, la lunghezza del piede di 9 mm, la lunghezza delle orecchie tra 25 e 26 mm.

### Aspetto
Le parti dorsali sono brunastre, mentre quelle ventrali sono grigio-brunastre, talvolta con dei riflessi biancastri sull'addome. Le orecchie sono di dimensioni normali, marroni con i margini più scuri. La foglia nasale presenta una lancetta triangolare con i bordi leggermente convessi, la sella è priva di peli, grande, larga e con i bordi leggermente concavi in alto che si curvano in avanti e verso il basso, mentre il processo connettivo ha un profilo arrotondato ed è relativamente elevato. Il labbro inferiore è attraversato da tre solchi. Le ali sono marroni scure, la prima falange del quarto dito è di dimensioni normali. La coda è lunga ed inclusa completamente nell'ampio uropatagio. Il primo premolare superiore è situato lungo la linea alveolare.

## Biologia

### Comportamento
Si rifugia all'interno di cave calcaree.

### Alimentazione
Si nutre di insetti.

## Distribuzione e habitat
Questa specie è conosciuta soltanto in una località del Congo meridionale.
Vive in foreste pluviali di pianura miste a praterie.

## Conservazione
La IUCN Red List, considerata la mancanza di informazioni sufficienti sull'areale, i requisiti ecologici, le minacce e lo stato di conservazione, classifica R.adami come specie con dati insufficienti (DD).